# Papey
Papey ist eine Insel im Südosten Islands.
Die Insel ist circa 2 km² groß und erhebt sich bis auf 58 m über den Meeresspiegel. Die höchste Erhebung heißt Hellisbjarg. Papey gehört zur Gemeinde Djúpavogshreppur und ist von dem Ort 8 km entfernt. Die Insel war seit der Besiedlung Islands bis in das Jahr 1966 bewohnt. Heute gibt es noch ein Wohnhaus, einen Leuchtturm und eine Kirche, Papeyjarkirkja. Sie wurde 1904 von Lúðvík Jónsson und Magnús Jónsson aus Djúpivogur erbaut.  Mit nur 12 Sitzplätzen ist sie eine der kleinsten Kirchen Islands. Sie ist 5,27 m lang und 3,39 m breit und steht seit 1990 unter Denkmalschutz.
Seit 1998 gibt es eine automatische Wetterbeobachtungsstation.
Die Insel ist besonders für Vogelbeobachtungen interessant, da es hier mehrere zehntausend Brutpaare gibt, vor allem die bei Touristen beliebten Papageitaucher, einige Möwenarten und verschiedene Enten.

## Name
Papey hat ihren Namen von irischen Einsiedlermönchen (Papar), die hier vor der Ankunft der Wikingersiedler im 9. und 10. Jahrhundert ansässig gewesen sein sollen. Trotz zahlreicher Ausgrabungsbemühungen ließ sich dies aber archäologisch nicht nachweisen.